# Jean-Baptiste Aubert
Jean-Baptiste Aubert, né le 14 août 1731 à Fontvieille et mort le 16 février 1816 également à Fontvieille, est évêque constitutionnel des Bouches-du-Rhône en 1798.

## Biographie
Jean-Baptiste Aubert est élu évêque constitutionnel des Bouches-du-Rhône le 29 avril 1798, pour succéder à Charles Benoît Roux. Il est sacré le 6 mai 1798 par de Villeneuve, Rigouard et Etiennes, évêques constitutionnels de Digne, Fréjus et Avignon, mais n’exerce ses fonctions qu’à Saint-Sauveur à Aix-en-Provence.
Raymond de Boisgelin, archevêque légitime d'Aix canoniquement pourvu par le Saint-Siège, ne cessa d’être reconnu par la majorité des diocésains, bien qu'il fût retiré en Angleterre. Les deux évêques démissionnèrent lors du concordat de 1801. Aubert se retira à Fontvieille où il mourut le 16 février 1816.